# John Hillyard Cameron
Pour les articles homonymes, voir Cameron.
Cet article possède un paronyme, voir John Cameron.
John Hillyard Cameron (14 avril 1817-14 novembre 1876) est un homme politique canadien de l'Ontario. Il est député fédéral conservateur de la circonscription ontarienne de Peel de 1867 à 1872 et de  Cardwell de 1872 à 1876.

## Biographie
Né à Blendecques dans le Pas-de-Calais en France d'un père militaire avec le 79th Highlanders durant les guerres napoléoniennes, John Hillyard Cameron, encore enfant, s'établit en 1825 avec sa famille à Kingston dans le Haut-Canada. 
Il étudie au Kilkenny College (en) en Irlande et au Upper Canada College. Il étudie le droit avec Henry John Boulton (en). Durant la rébellion du Haut-Canada, il sert dans avec le Queen's York Rangers. En 1839, il est nommé au Barreau du Haut-Canada et pratique ensuite à Toronto. En 1846, il entre au Conseil de la Reine et siège également au conseil municipal de Toronto de 1846 à 1847, de 1851 à 1852 et de 1854 à 1860. En 1860, il occupe la fonction de trésorier du Law Society of Ontario et devient membre du Barreau du Québec.
En 1846, il est choisi comme solliciteur général du Haut-Canada et est élu dans la 2e législature de la province du Canada lors d'une élection partielle dans Cornwall. Il siège au parlement jusqu'à la Confédération canadienne sauf durant les 4e et 6e législatures pour lesquelles il ne s'était pas présenté. Appuyant la représentation selon la population, mais s'oppose à l'établissement d'un Conseil législatif élu. En 1856, il contribue à attiser la controverse à la suite du décès de Robert Corrigan (en), conduisant à miner la crédibilité du gouvernement d'Allan MacNab et contribuant à la montée de John A. Macdonald comme chef des conservateurs. Il supporte la Confédération, mais préférait une union législative. Élu dans Peel en 1867, il est défait dans cette circonscription en 1872. Simultanément, il s'était présenté dans Cardwell lors de la même élection et y est élu. Réélu en 1874, il meurt en fonction en 1876.
Cameron est aussi directeur de la Toronto and Guelph Railway qui absorbe le Grand Tronc et il contribue à la fondation de la Canada Life Assurance Company en 1847. Il est aussi président de la Provincial Insurance Company et président de la succursale canadienne de la Edinburgh Life Insurance Company. Il contribue également à l'incorporation de nombreuses compagnies dans le grand Toronto dont la Western Assurance Company en 1851 et la Toronto and Georgian Bay Canal Company en 1856. Affecté par la panique financière de la fin 1857, il promet de rembourser l'ensemble de ses dettes malgré les répercussions financières qui le suivrons le reste sa vie.
Il est un fervent pratiquant de l'Église d'Angleterre dont il défend les intérêts. Il siège au conseil du Trinity College, alors un collège anglican, où il est aussi un professeur de droit et chancelier de 1863 jusqu'à son décès. En 1856, il se joint à l'Ordre d'Orange et en devient grand-maître de 1859 à 1870.
Il meurt d'une crise cardiaque à Toronto en 1876.